# Basrah Breeze
Basra Breeze är en superyacht som byggdes år 1981 på Helsingør Skibsværft og Maskinbyggeri i Helsingør på beställning av den irakiska staten som president Saddam Husseins privata yacht.
Fartyget ritades av ingenjörsfirman Knud E Hansen och fick namnet Qadissiyat Saddam. Det var lyxigt inrett och hade en raketartilleripjäs som skydd. Vid behov kunde yachten evakueras 
via en hemlig korridor till en miniubåt. 
Yachten togs aldrig i bruk av Saddam Hussein utan skänktes till Saudiarabiens kung Fahd som ändrade dess namn till Al Yamana. Hon flyttades till Jeddah och övertogs troligen av Jordaniens kung år 1995.
År 2007 dök hon upp i Nice som 
Ocean Breeze och året efter var hon inblandad i en konflikt mellan de påstådda ägarna, ett bolag på Caymanöarna, och den irakiska staten. Hon döptes om till Basrah Breeze och återvände till Irak år 2010.
Forskare från Basras universitet har använt fartyget för havsundersökningar i Röda havet och sedan 2018 har hon använts som hotellfartyg.